# Fito de la Parra

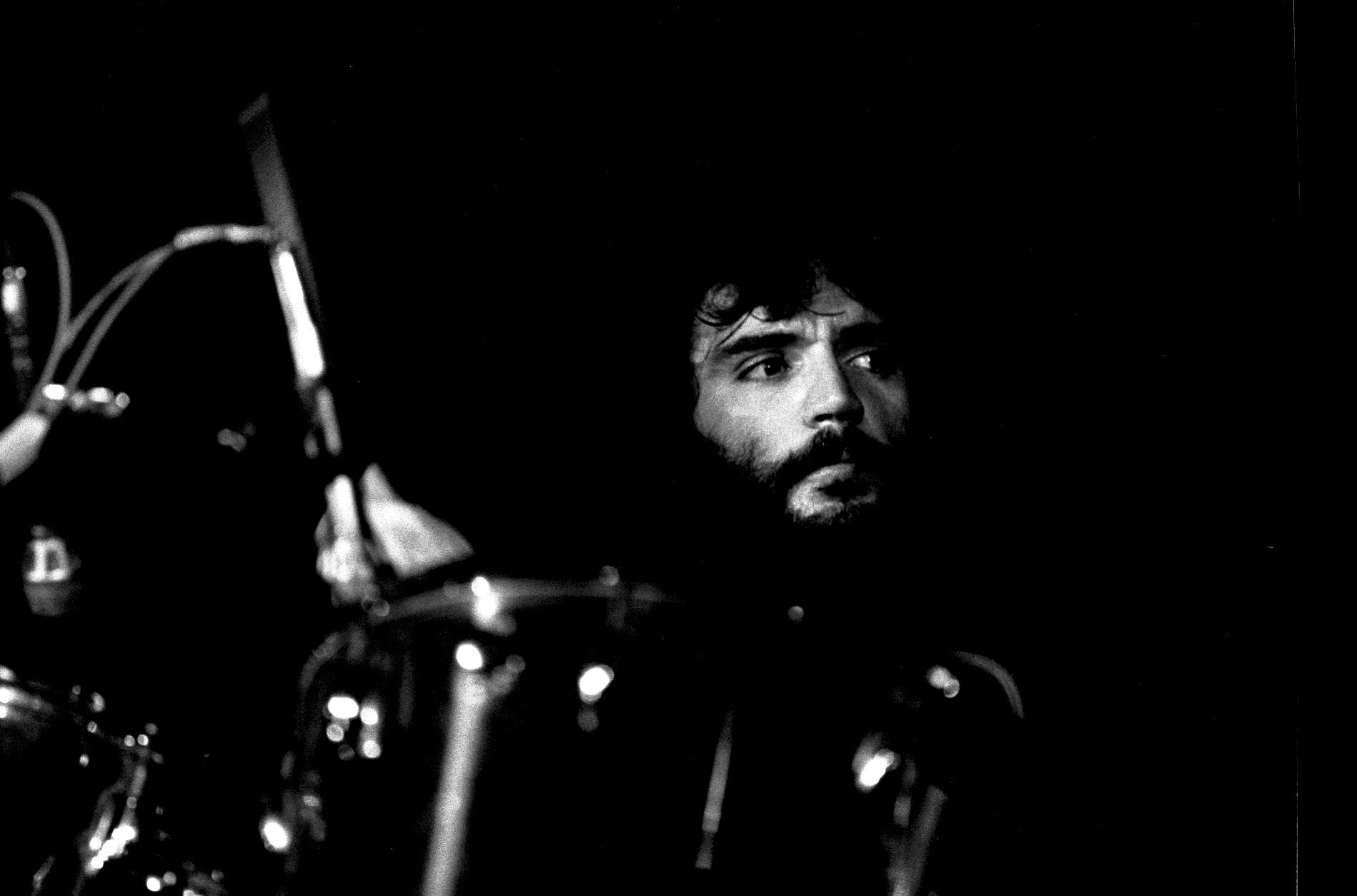
Fito de la Parra 1974 in Hamburg

Adolfo „Fito“ de la Parra (* 8. Februar 1946 in Mexiko-Stadt) ist ein mexikanisch-US-amerikanischer Schlagzeuger, der hauptsächlich als Mitglied der Bluesrock-Band Canned Heat bekannt ist.

## Leben
Schon als Kind spielte er in vielen regionalen Bands als Schlagzeuger und stieg dann bei den Los Sinners ein, mit denen er unter anderem im mexikanischen Fernsehen auftrat. Mitte der 1960er-Jahre reiste die ganze Band illegal in die USA ein und wurde nach ein paar wenigen Auftritten wieder ausgewiesen.
Durch seine Ehe mit einer jungen US-Amerikanerin, Sonja, ermöglichte sich de La Parra die Auswanderung nach Los Angeles, wo er bald darauf Canned Heat im Topanga Corral spielen sah, er kannte ihren Schlagzeuger Frank Cook schon von früher und dieser hatte ihn eingeladen, sich den Gig anzusehen. Da Frank Cooks Schlagzeugspiel der Band zu nah am Jazz war, ersetzten sie ihn Ende 1967 durch de la Parra, mit dem sie dann unter anderem beim Woodstock-Festival auftraten. Nach dem Tod von Bob Hite 1981 übernahm de la Parra die Band und leitet sie bis heute. Zurzeit ist die Band wieder in der Woodstock-Besetzung mit Harvey Mandel und Larry Taylor auf Tour. 2011 erschien die überarbeitete Version seiner Biografie, die er nun um die Jahre 2000–2010 ergänzt hatte.